# Unión Popular (Uruguay)
La Unión Popular fue un partido político de izquierda uruguayo.

## Historia
Fundado por el Partido Socialista que tratando de hacer un Frente de varios partidos, acordó con el exministro herrerista Enrique Erro, quien se radicalizó en su oposición al primer Consejo Nacional de Gobierno blanco (1959-1962). Se formaliza el acuerdo entre la Lista 41 de Erro, escindido del Partido Nacional, el Partido Socialista del Uruguay y un grupo de independientes donde se puede mencionar a Carlos Real de Azúa, José Claudio Williman, Carlos Martínez Moreno, Alberto Methol Ferré, Mariano Arana, Helios Sarthou, José de Torres Wilson, Guillermo Vázquez Franco, Ricardo Martínez Ces, Roberto Ares Pons, Horacio Ferrer, entre otros. Sorprendentemente, varios exintegrantes de la Liga Federal de Acción Ruralista (a la postre, de derecha) se integran a la Unión Popular.
Compareció en las elecciones de 1962. Obtuvo dos bancas. Mediante un acuerdo interno entre el sector de Enrique Erro y el Partido Socialista del Uruguay, se había determinado que si se lograba la banca por Canelones, la banca de Montevideo correspondería a Vivián Trías del Partido Socialista. El caso es que el sector de Erro no cumplió el pacto, dado que él ocupó su banca por Montevideo en tanto que la banca por Canelones de la Unión Popular fue ocupada por María Victoria Soares de Lima, también del sector de Erro, (quien en esa misma legislatura regresó a filas herreristas). La participación del Partido Socialista en la Unión Popular significó una grave crisis y trajo como consecuencia que dejó de tener la representación parlamentaria que tenía desde la segunda década del siglo XX. Vivián Trías, entonces Secretario General del Partido Socialista, perdió la banca que ocupaba desde 1958. 
De cara a las elecciones de 1966, los socialistas se separan. 
En 1971, ingresan al recién fundado Frente Amplio bajo la denominación de Patria Grande; Erro es electo senador. Después de las elecciones, quedan claramente alineados con la Lista 99, el Movimiento 26 de Marzo y los GAU, en lo que se denominó "la Corriente".
En 1984 fallece Erro en el exilio, y los integrantes de la Unión Popular ingresan a la IDI; obtienen un diputado, Nelson Lorenzo Rovira.
En 1989 presentan lista propia a diputados encabezada por Enrique Erro hijo, acompañando al Movimiento 20 de Mayo en la lista al Senado.